# Séricorne roussâtre
Calamanthus campestris
Espèce
Statut de conservation UICN

 LC  : Préoccupation mineure
Le Séricorne roussâtre (Calamanthus campestris) est une espèce de passereaux de la famille des Acanthizidae, endémique d'Australie.

## Habitat
En raison de l'aire étendue et fragmentée des sous-espèces, l'oiseau peuple divers habitats.
Les populations de l'ouest préfèrent les forêts sèches et ouvertes et les landes côtières, principalement dans les zones tempérées et subtropicales de l'Australie-Occidentale. Dans la plaine de Nullarbor, au nord-ouest, on trouve des populations de troglodytes roux dans Maireana sedifolia, les massifs de ligulées et généralement dans une variété d'arbustes tels Melaleuca, Melaleuca brevifolia et Allocasuarina humilis.
Les sous-espèces des régions arides et semi-arides du centre de occupent principalement les arbrisseaux et les landes à Amaranthaceae, gravitant autour des peuplements d'Atriplex et de Sclerolaena, de Maireana et de Sarcocornia.[2]
Les populations de l'Est se rencontrent dans les plaines de gibber, les zones humides salines ou saumâtres avec une préférence pour les zones rocheuses à végétation clairsemée avec un couvre-sol de spinifex et des eucalyptés. Le troglodyte roux est parfois observé dans le parc national de Little Desert.

## Répartition et sous-espèces

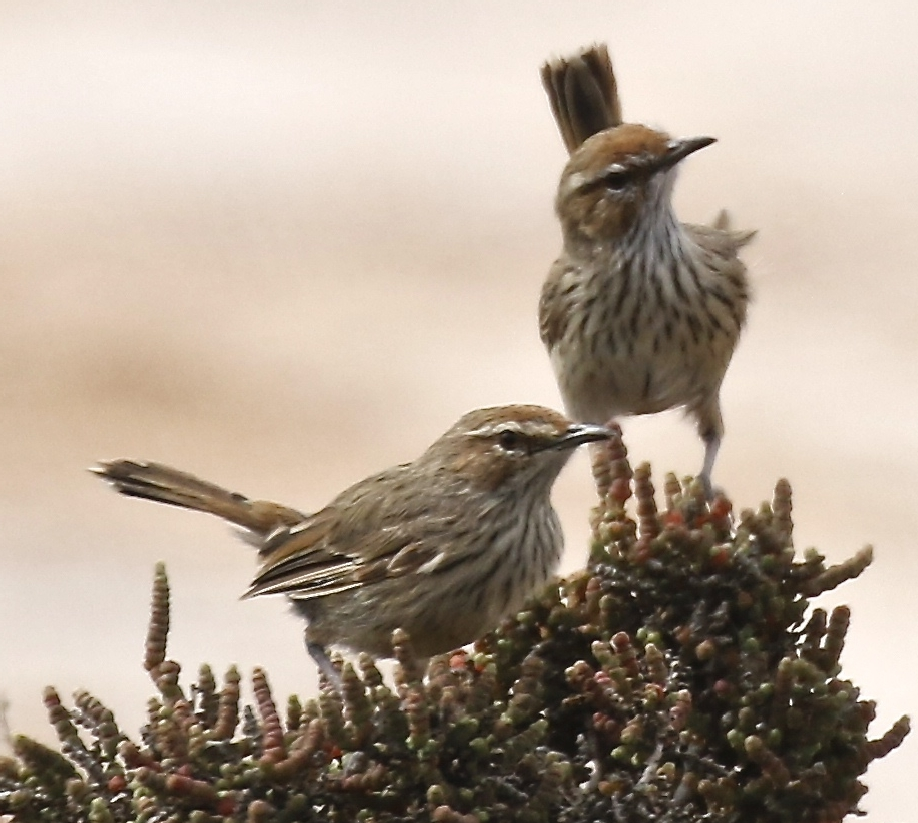

Selon la classification de référence du Congrès ornithologique international (15.1, 2025) il se répartit en sept sous-espèces (ordre phylogénique) :
- C. c. winiam Campbell, AJ & Campbell, AG, 1927 — sud-est de l'Australie-Méridionale et ouest du Victoria ;
- C. c. campestris (Gould, 1841) — côtes méridionales ;
- C. c. rubiginosus Campbell, AJ, 1899 — ouest ;
- C. c. hartogi Carter, 1916 — île Dirk Hartog ;
- C. c. dorrie Mathews, 1912 — île Dorre ;
- C. c. wayensis Mathews, 1912 — centre-ouest ;
- C. c. isabellinus North, 1896 — centre-sud.